# Parornix micrura
Parornix micrura là một loài bướm đêm thuộc họ Gracillariidae. Nó được tìm thấy ở México.